# Mourning Sun
Mourning Sun — пятый студийный альбом английской готической группы Fields of the Nephilim, вышедший в 2005 году на немецком лейбле Oblivion Records.

## Об альбоме
Mourning Sun стал второй студийной работой коллектива после долгого перерыва. По словам фронтмена группы Карла Маккоя, его название означает «солнце, оплакивающее прошлое». Карл Маккой выступил практически единственным автором альбома (кроме него, в работе над Mourning Sun не принимал участие никто из прежних участников группы). Обе дочери Маккоя, Скарлетт и Иден, исполнили партии бэк-вокала в заглавной песне альбома. Диск привлёк внимание многих музыкальных критиков и имел успех у слушателей.

## Тематика и стиль
Тематика альбома традиционна для Fields of the Nephilim — это в первую очередь оккультизм и мифология.
Музыкальные критики, в целом высоко оценившие Mourning Sun, разошлись в определениях жанровой природы альбома. Многие из них отнесли его к жанру готик-метала, в то же время подчёркивая, что это определение весьма условно. По их мнению, Mourning Sun отчасти наследует традиции предыдущих работ Fields of the Nephilim в жанре готик-рока, таких как Elizium, но в то же время заимствует некоторые элементы из дарк-эмбиента, EBM и даже прогрессив-метала. Другие рецензенты, напротив, восприняли диск как окончательное возвращение культовой группы на готик-рок-сцену и логическое продолжение ранних альбомов команды. По мнению Томаса Тиссена из Sonic Seducer, альбом «совершенно типичен» для Fields of the Nephilim и подчёркивает их верность традициям.
Большинство критиков согласились с тем, что, несмотря на многочисленные заимствования из смежных жанров, альбом в целом по-прежнему основан на сочетании мелодичных клавишных партий и мощного гитарного звука, а песни по-прежнему отличаются весьма большой продолжительностью.

## Список композиций
Все тексты и вся музыка: Карл Маккой.
1. «Shroud (Exordium)» — 5:44
2. «Straight to the Light» — 6:24
3. «New Gold Dawn» — 7:58
4. «Requiem XIII 33 (Le Veilleur Silencieux)» — 7:21
5. «Xiberia (Seasons in the Ice Cage)» — 7:33
6. «She» — 9:26
7. «Mourning Sun» — 10:35

## Участники записи
- Карл Маккой — вокал
- Джон Картер — гитара, бас-гитара, ударные
- Скарлетт Маккой — бэк-вокал
- Иден Маккой — бэк-вокал